# Građanski rat u Mozambiku
Građanski rat u Mozambiku bio je građanski rat koji je u Mozambiku izbio 1977. godine, dvije godine poslije rata za neovisnost Mozambika.
Bio je sličan građanskom ratu u Angoli jer su oba rata bila rat preko posrednika u hladnom ratu i oba su izbila netom su se osamostalile od Portugala. Mozambik je bio portugalska kolonija. Vladajućoj stranci Front oslobođenja Mozambika (FRELIMU) i nacionalnim vojnim snagama (FAM), nasilno se od 1977. suprotstavila organizacija Mozambički nacionalni otpor (RENAMO) koju je financirala Rodezija pod vlašću bjelačke manjine i poslije aparthajdska Južnoafrička Republika. Milijun je ljudi poginulo u borbama i od gladi; pet milijuna ljudi je raseljeno, mnogi su ostali amputiranih udova zbog nagaznih mina, zaostalih iz rata koji je uništavao Mozambik sljedeća dva desetljeća. Borbe su prestale 1992. godine. Okončan je Rimskim općim mirovnim sporazumom. Pregovore je vodila Zajednica sv. Egidija uz potporu UN-a. UN-ove mirotvorne snage za Mozambik ONUMOZ jačine 7500 ljudi stigle su u Mozambik i nadgledale dvogodišnji prijelaz u demokraciju. 2400 unutarnjih promatrača također je došlo radi nadziranja izbora održanih 27. – 28. listopada 1994. godine. Posljednji ONUMOZOV kontingent otišao je u prvom dijelu 1995. godine. Do tada je građanski rat prouzročio više od milijun mrtvih i preko pet milijuna rasljenih osoba i izbjeglica, a od ukupno 13-15 milijuna stanovnika. Prvi višestranački izbori održani su 1994. godine. Nažalost, travnja 2013. godine, nakon više od dvadeset godina mira, izbio je ustanak RENAMA i trajao do rujna 2014., a nastavio se ožujka 2015. i traje do danas, uz brojne nove poginule.

## Mine
Mozambik je poslije rata ostao zagađen minama koje su godinama i poslije rata osakatile i ubile brojne civile. Broj žrtava od mina bio je preko nekoliko stotina tisuća ozlijeđenih i mrtvih godišnje. Skupina za razminiranje HALO Trust koju financiraju SAD i Ujedinjeno Kraljevstvo razminirala je Mozambik od 1993. godine. Novačila je lokalne radnike radi uklanjanja nagaznih i poteznih mina posijanih diljem zemlje. Četiri su HALOVA radnika poginula u akciji čišćenja Mozambika od mina. Rujna 2015. zemlja je konačno očišćena od mina i radi ceremonije zadnja mina za koju se znalo namjerno je detonirana.

## Vanjske poveznice
- (eng.) Ujedinjeni narodi  Arhivirana inačica izvorne stranice od 24. rujna 2020. (Wayback Machine) Tekstovi svih mirovnih sporazuma o Mozambiku
- (eng.) Mozambique-US Relations during Cold War from the Dean Peter Krogh Foreign Affairs Digital Archives